# Sheila Rowan
Sheila Rowan, née le 25 novembre 1969 à Dumfries, est une physicienne Écossaise connue pour sa participation à la première détection d'ondes gravitationnelles.

## Biographie
Sheila Rowan naît le 25 novembre 1969 à Dumfries au sud de l'Écosse. Elle étudie au Lycée Maxwelltown High à Dumfries puis à l'université de Glasgow. Elle y obtient son Bachelor of Science en physique en 1991 puis son Philosophiæ doctor en physique en 1995, en soutenant une thèse sous la supervision du physicien James Hough portant sur les ondes gravitationnelles et intitulée « Aspects of lasers for the illumination of interferometric gravitational wave detectors »,,,. Elle entame alors une carrière universitaire en tant que chercheuse au sein du Edward L. Ginzton Laboratory de l'université Stanford et de l'université de Glasgow, où elle continue ses recherches sur les ondes gravitationnelles,. En 2003, elle obtient un poste universitaire à temps plein à Glasgow, y devient professeur de physique expérimentale en 2006,, puis obtient une chaire « Philosophie naturelle », en physique et astronomie.
En 2005, elle reçoit, en compagnie de Katherine Blundell et Stephen Smartt (en), le Prix Philip-Leverhulme en astronomie et astrophysics En 2008 elle est élue fellow de la Royal Society of Edinburgh,, institution écossaise destinée à la promotion des sciences. Puis en 2009, elle devient directrice de l'Institute for Gravitational Research de l'université de Glasgow, poste qu'elle occupe toujours en 2021,,.
Au sein de l'université de Glasgow Sheila Rowan dépose en 2011 un brevet portant sur une nouvelle méthode de collage au carbure de silicium. Développée à l'origine pour les technologies spatiales, elle permet de lier des composants en carbure de silicium entre-eux et à d'autres matériaux,. La même année, elle est faite membre de l'Empire britannique, le premier grade de l'ordre de l'Empire britannique, pour services rendus à la science. Elle est décorée lors des 2011 Birthday Honours (en), un ensemble de cérémonies et de remises de distinctions effectuées à l'occasion de l'anniversaire officiel de la reine,,. En 2012, elle est élue fellow de la Société américaine de physique.
L'Institute for Gravitational Research qu'elle dirige et qui emploie une soixantaine de chercheurs participe activement depuis 2010 au Laser Interferometer Gravitational-Wave Observatory (le LIGO), une expérience de physique à grande échelle dont le but est de détecter directement les ondes gravitationnelles. Il travaille notamment au développement de matériel optique dédié et de méthode d'analyse des signaux appropriées,,,,. Le 11 février 2016, la première observation directe d’ondes gravitationnelles, baptisée GW150914, est annoncé, détectées par LIGO 14 septembre 2015 à la suite la collision de deux trous noirs. L'expérience est aussi la première preuve directe de l'existence des trous noirs.
Cette première détections d'ondes gravitationnelles cent ans après leur prédiction par Albert Einstein, et quarante ans après une première preuve indirecte de leurs existences apportée par Russell Alan Hulse et Joseph Hooton Taylor, Jr. a été récompensée à de multiples reprises. Par le prix Nobel de physique en 2017, décerné conjointement à Rainer Weiss, Barry C. Barish et Kip Thorne, mais également par de nombreuses distinctions moins prestigieuses et de manière générale à une reconnaissance professionnelle accrue pour les participants aux travaux ayant mené à la découverte, dont Sheila Rowan. Ainsi les mille-douze scientifiques ayant participé aux recherches, dont l'équipe de l’Institute for Gravitational Research qu'elle dirige, se voient décerner un Prix de physique fondamentale spécial en 2016 par la Fundamental Physics Prize Foundation,,,. Le 31 octobre 2016, elle reçoit, avec douze autres scientifiques de l’University’s School of Physics and Astronomy de Glasgow, la « Médaille du président » de la Royal Society of Edinburgh. Toujours en 2016, elle reçoit la Fred Hoyle Medal and Prize de l'Institute of Physics, « en reconnaissance de ses recherches pionnières sur les aspects de la technologie des observatoires d'ondes gravitationnelles ».
Mais la reconnaissance de son travail ne passe pas que par des récompenses, et en 2016 elle est nommée conseillère scientifique en chef du gouvernement écossais, un poste vacant depuis le départ professeur Muffy Calder (lui aussi de l'université de Glasgow) en décembre 2014,. Troisième femme dans l'histoire a occuper ce poste, sa nomination est annoncée début juin par le vice-premier ministre John Swinney lors d'une visite à l'université de Glasgow. Son rôle est de conseiller le gouvernement sur les sujets scientifiques par ses éclairages, par exemple à propos de sujets sensibles comme les cultures OGM ou la fracturation hydraulique, mais aussi sur l'impact que les nouveaux développements scientifiques peuvent avoir,. Elle œuvre aussi à soutenir la recherche scientifique écossaise et à faire en sorte qu'elle profite à l'économie, à la population et à l'environnement de l'Écosse. Nommée pour un mandat de trois ans renouvelable, elle prend don poste le 13 juin 2016 tout en restant directrice de l’Institute for Gravitational Research et membre à part entière de l'université de Glasgow, détachée trois jours par semaine auprès du gouvernement,. En 2019, son mandat est prolongé et elle reste conseillère scientifique en chef jusqu'au 4 juin 2021, remplacée après cinq ans par Julie Fitzpatrick.
En 2017, en compagnie du professeur Lyndsay Fletcher, elle reçoit le prix Suffrage Science qui honore les femmes de science pour leurs réalisations scientifiques et pour leur capacité à inspirer les autres,.
En 2018, elle est élue fellow de la Royal Society de Londres, institution britannique destinée à la promotion des sciences,, en reconnaissance de ses travaux pionniers dans la détection des ondes gravitationnelles. En 2019, elle est élue à la présidence de l'Institute of Physics, mandat qui devient effectif le 1er octobre 2019 pour une durée de deux ans. En 2020, elle se voit décerner la médaille Sir Harold Hartley « Pour une contribution exceptionnelle à la technologie de mesure et de contrôle », est élue membre honoraire (Honorary Fellow) de l'Institute of Physics, et surtout est faite commandeur de l'Empire britannique, le troisième grade de l'ordre de l'Empire britannique. Elle se porte candidate au poste de International Councilor au sein du bureau de la Société américaine de physique en 2020 mais n'y est pas élue.

## Récompenses et distinctions
- 2005 : Prix Philip-Leverhulme en astronomie et astrophysics[4].
- 2008 : Élue fellow de la Royal Society of Edinburgh[4],[8].
- 2011 : Faite membre de l'Empire britannique[4],[2],[9].
- 2012 : Élue fellow de la Société américaine de physique[4].
- 2016 : Médaille du président » de la Royal Society of Edinburgh[2],[15].
- 2016 : Prix de physique fondamentale spécial de la Fundamental Physics Prize Foundation[18].
- 2016 : Fred Hoyle Medal and Prize de l'Institute of Physics[4],[2].
- 2017 : Prix Suffrage Science[21].
- 2018 : Élue fellow de la Royal Society de Londres[2],[23],[3].
- 2018 : Élue membre honoraire (Honorary Fellow) de 'Institute of Physics[2].
- 2020 : Commandeur de l'Empire britannique[25],[24].